# Tourville-la-Chapelle
Tourville-la-Chapelle is een dorp en voormalige gemeente in de Franse gemeente Petit-Caux in het departement Seine-Maritime in de regio Normandië. De voormalige gemeente telt 468 inwoners (1999). De plaats maakt deel uit van het arrondissement Dieppe.

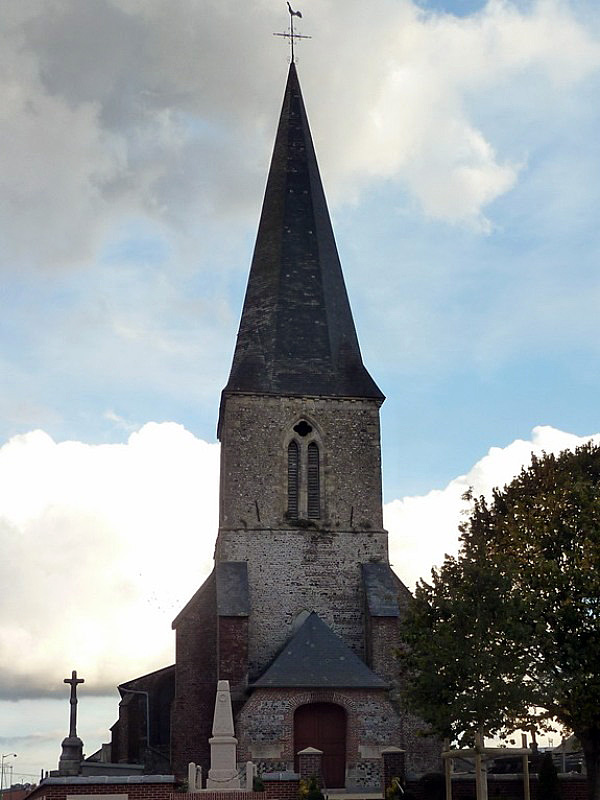
Église Notre-Dame

## Geschiedenis
Oude vermeldingen van de plaats gaan terug tot de 11de eeuw als Turvilla en de 13de eeuw als Tolreville en Capelle de Torvilla. De 18de-eeuwse Cassinikaart toont het dorpje Tourvilla la Chapelle.
Op het eind van het ancien régime eind 18de eeuw, toen de gemeenten werden gecreëerd, werd Tourville-la-Chapelle een gemeente.
Tourville-la-Chapelle is op 1 januari 2016 gefuseerd met de gemeenten Assigny, Auquemesnil, Belleville-sur-Mer, Berneval-le-Grand, Biville-sur-Mer, Bracquemont, Brunville, Derchigny, Glicourt, Gouchaupre, Greny, Guilmécourt, Intraville, Penly, Saint-Martin-en-Campagne, Saint-Quentin-au-Bosc en Tocqueville-sur-Eu tot de commune nouvelle Petit-Caux.

## Geografie
De oppervlakte van Tourville-la-Chapelle bedraagt 7,8 km², de bevolkingsdichtheid is 60,0 inwoners per km².
In het noordoosten van de gemeente ligt aansluitend op het dorpscentrum het gehucht Catteville.
De onderstaande kaart toont de ligging van Tourville-la-Chapelle met de belangrijkste infrastructuur en aangrenzende gemeenten.

## Bezienswaardigheden
- De Église Notre-Dame

## Demografie
Onderstaande figuur toont het verloop van het inwonertal (bron: INSEE-tellingen).